# Asksättersvägen
Asksättersvägen är en gata och bebyggelse söder om Linköping strax öster om riksväg 34 i Skeda socken i Linköpings kommun. Från 2015 avgränsar SCB här en småort.